# Comanadores d'Alcántara
Les Comanadores de l'Orde d'Alcántara o Comanadores de Sant Pere o en alguns documents Cavalleres de l'Hàbit d'Alcántara, són un orde monàstic femení, dedicat a la vida contemplativa, que és la branca femenina de l'orde militar d'Alcántara. Només ha tingut dos monestirs entre 1518 i 1835, quan l'orde desapareix.

## Història
És una branca de fundació tardana, ja que no es forma fins al començament del segle xvi. S'aprofità l'hospital de Sancti Spiritus d'Alcántara (Càceres), on els cavallers d'Alcántara van considerar que, com que la vila no tenia monestirs on poguessin ingressar les dones, es podia transformar en monestir de l'orde d'Alcántara per a dones. L'objectiu inicial de l'orde, lluitar contra els infidels, ja no tenia sentit, ni el de les comanadores de pregar per l'èxit dels cavallers. La fundació responia, simplement, a la instauració d'un orde de pregària contemplativa, com d'altres de l'època, vinculat a l'Orde d'Alcántara.
En principi estava destinat a les filles i familiars dels cavallers de l'orde i veïns dels llocs seus, nobles i amb riques dotss per ingressar-hi. El 31 d'agost de 1518, Carles I d'Espanya concedí la llicència per a la fundació del monestir amb la condició que les monges "al tiempo que hicieren profesión de la dicha Orden prometan obediencia y castidad y pobreza y que estarán a la obediencia, visitación y corrección del monasterio y administrador de la dicha Orden", a més d'observar clausura perpètua.
El 10 d'octubre de 1519, el papa Lleó X donà la butlla fundacional, posant-la sota la jurisdicció dels frares de l'Orde d'Alcántara i concedint-hi les exempcions i privilegis d'aquesta. Només podria haver-hi trenta monges i dotze n'havien de ser filles de cavallers d'Alcántara. Havien de seguir la regla benedictina i reglament de l'Orde del Cister, com els cavallers.
Quatre monges cistercenques arribaren l'octubre de 1520, provinents de Las Huelgas de Valladolid, i portades per Juan de Sanabria, oncle del que fou sant Pere d'Alcántara, a les que se sumaren setze monges més a Alcántara; en fou primera abadessa Ana de Guzmán.

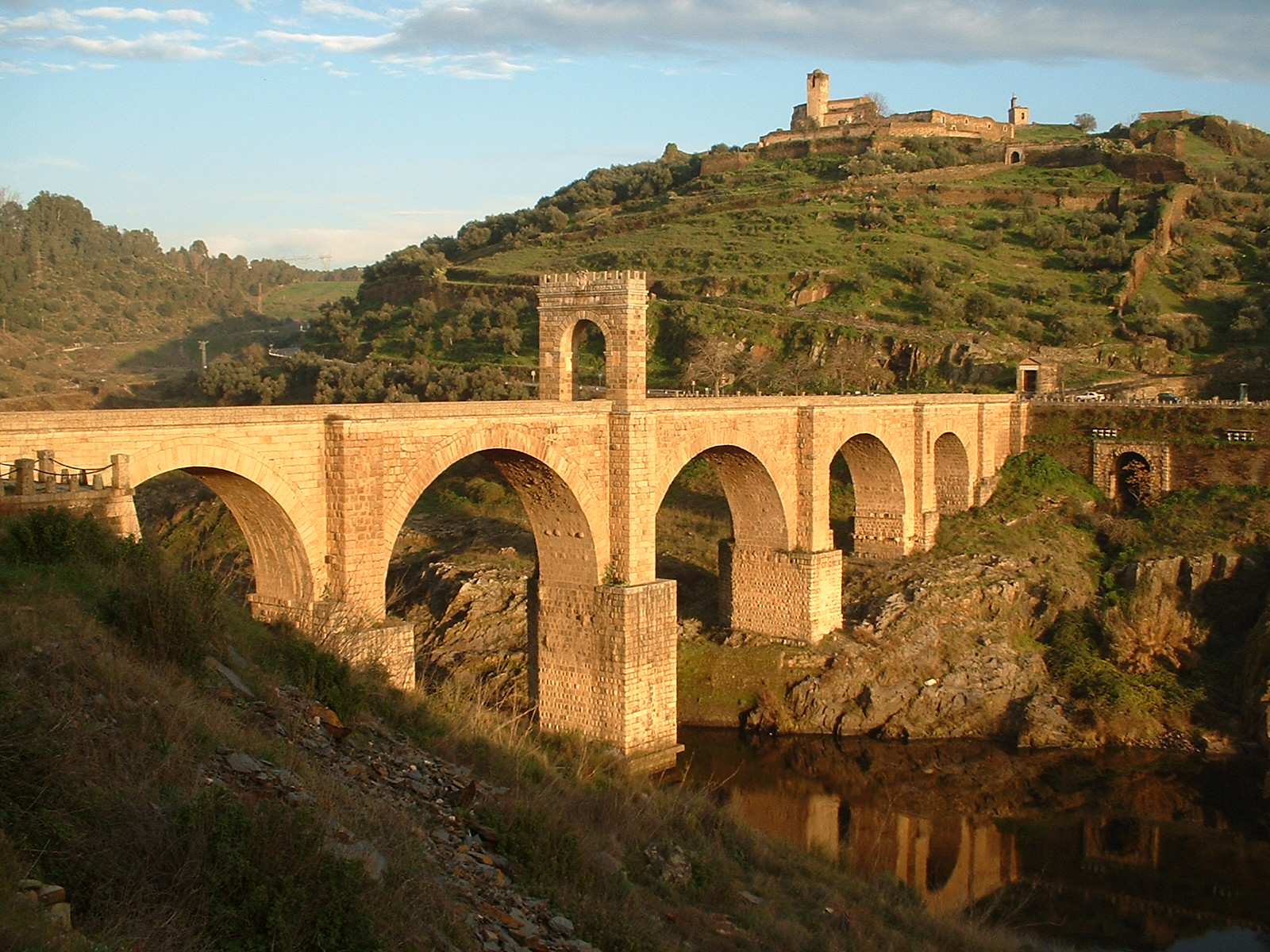
Pont d'Alcántara; sobre el turó, el monestir de Sancti Spiritus de l'Orde d'Alcántara.

Vestien cogulla blanca amb escapulari i vel negres, sobre el qual hi havia la creu verda d'Alcántara. La comunitat femenina depenia del prior de San Benito d'Alcántara, convent de l'orde masculí a la mateixa vila. El prior havia d'admetre els ingressos de noves monges, donava permisos a l'abadessa, assignava confessors al monestir, n'autoritzava les gestions (sobretot econòmiques) i visitava els monestirs, fent un informe sobre la vida a la comunitat i apuntant-ne aspectes que havien de millorar. Les necessitats de tota mena de les comunitats havien de ser cobertes per l'Orde d'Alcántara, que també cobria les capellanies necessàries. El 1522 l'orde d'Alcántara s'incorporà com a orde de cavalleria honorífic a la Corona d'Espanya: el convents de monges va continuar existint amb la mateixa vida contemplativa i sota la regla cistercenca.
Només el seguí un segon monestir, el de San Pedro de Brozas, comanda de l'orde, que fou fundat per Nicolás de Ovando, frare i comanador major de l'orde, natural de Brozas, en 1561, però que no s'obrí fins al 1594, amb monges de Sancti Spiritus i Isabel Gutiérrez Flores com a abadessa.
Els dos únics monestirs de comanadores d'Alcántara subsistiren fins al 1835, quan foren exclaustrats i les comunitats se'n dispersaren.